# Antropofagia

Canibalismo en Brasil, grabado de Theodor de Bry para ilustrar el relato de Hans Staden de su cautiverio en 1557

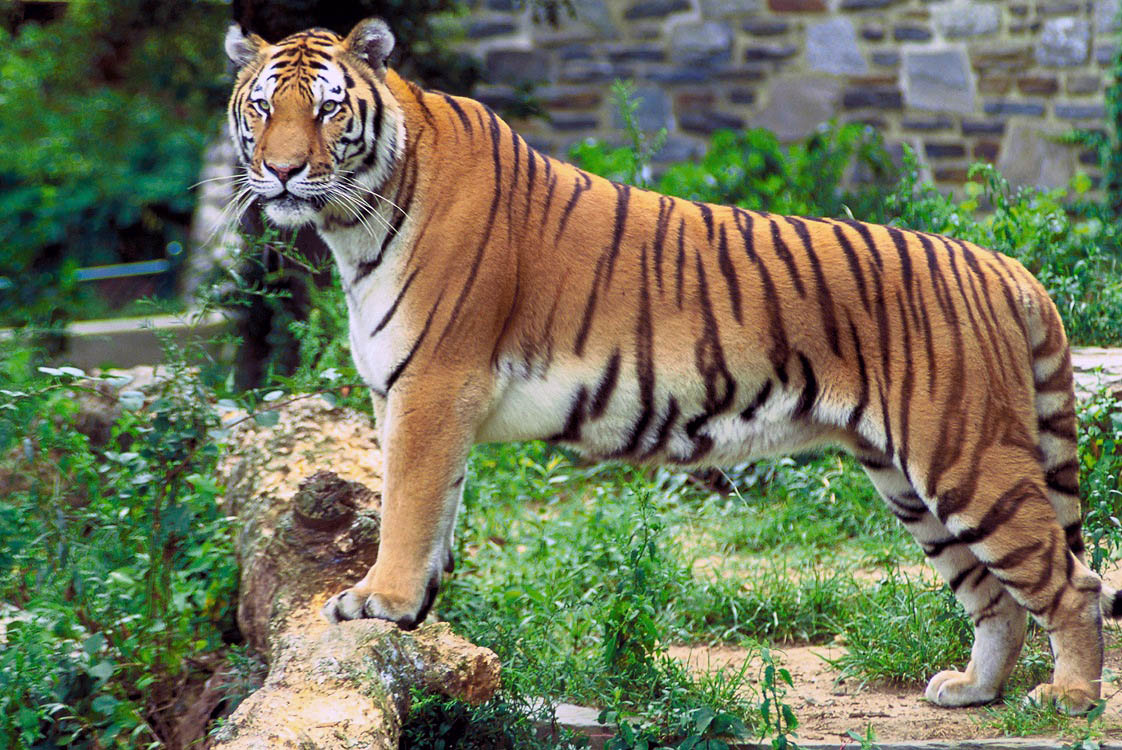
El tigre es un antropófago en su vejez y se han registrado muchos casos en India

La antropofagia (del griego ἀνθρωποφαγία, y ésta de ἄνθρωπος-ου, anthropos, 'hombre', y φαγία, phagia, 'acción de comer') es el acto de incluir carne humana u otros tejidos  (excepto sangre, en cuyo caso se llama hematofagia) en la dieta. Puede ocurrir por depredación, cuando el humano es cazado por el animal depredador, o por carroña, si es devorado después de morir por cualquier causa ajena al animal que se lo come. Son denominados devoradores de hombres.
Cuando especímenes de Homo sapiens o humanos devoran a otros humanos se llama específicamente canibalismo.

## Incidencias
Varias especies, además del ser humano, han sido asociadas con comportamientos antropófagos, ya sea mediante documentación científica o a través de relatos populares. Sin embargo, ninguna de estas especies se alimenta de forma exclusiva ni principalmente de carne humana.
Los casos de antropofagia por parte de animales son actualmente poco frecuentes, en gran parte debido a la capacidad del ser humano moderno para fabricar armas y defenderse, así como a su bajo valor como presa desde el punto de vista energético y de riesgo para los depredadores.
Los depredadores naturales, como el tigre, caen en la antropofagia cuando sus posibilidades como animal cazador se ven menguadas por la edad o por limitaciones. Estos casos son frecuentes en India. Los perros ocasionalmente pueden caer en la antropofagia cuando se desafectan de la presencia humana y los acosa el hambre.
Ciertas especies de tiburón, como el tiburón blanco (Carcharodon carcharias) o el tiburón mako (Isurus oxyrinchus), pueden incluir en su dieta a los humanos al confundirlos con otras presas, como las focas.
Los cocodrilos marinos (Crocodylus porosus) también son antropófagos oportunistas.
La pitón reticulada (Malayopython reticulatus) y el puma (Puma concolor) son antropófagos muy ocasionales.
En la Edad Antigua se recurría, en ciertas culturas, a los grandes depredadores para castigo de criminales y enemigos. Tal fue el caso de los romanos, que la hicieron toda una institución de entretenimiento no sólo para los ricos. De hecho fue una forma de tener contentas a las masas populares, especialmente durante la persecución de los cristianos (incluían a perros).
Sin embargo, debido al incremento de la población humana, al ecocidio de la biodiversidad, reducción del hábitat animal, a la disminución subsiguiente de espacio de caza, por la deforestación que destruye el equilibrio de las regiones que tienen que estar protegidas por nosotros, los animales ya no tienen que comer, tal es el caso de víctimas de pumas en las montañas cercanas a Los Ángeles y en India por parte de leopardos y tigres, sobre todo en los asentamientos humanos en los alrededores de las áreas protegidas cerca de Bombay.

## Depredadores antropófagos
A continuación enlistamos algunas de las especies conocidas:

### Mamíferos
- Tigre (Panthera tigris) Es el más famoso de los antropófagos, aunque los ataques al hombre han disminuido junto con el número de tigres. La antropófaga con más muertes humanas en su haber fue una tigresa, conocida como ‘La tigresa de Champawat’, responsable de la muerte de 430 personas.[1]

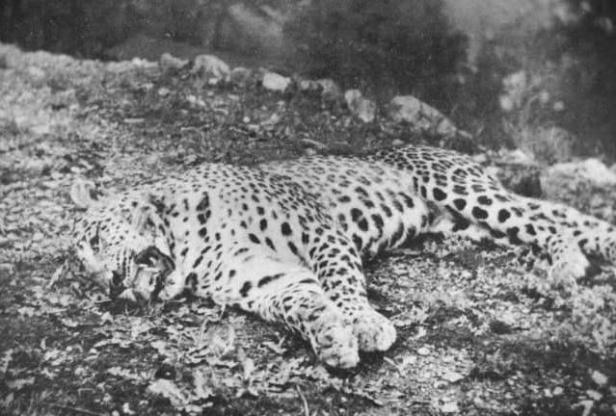
Cadáver del leopardo de Panar, leopardo antropófago causante de 400 muertes a principios del.

- Leopardo (Panthera pardus) Acaso el más antiguo mamífero antropófago, pues el registro fósil demuestra que ya consumía a los ancestros de los Homo sapiens hace millones de años.[cita requerida]
- León (Panthera leo) Los leones hambrientos no dudan en atacar humanos; es el tercer félido más propenso a atacar después del tigre y el leopardo.[cita requerida]
- Jaguar (Panthera onca). Los ataques de jaguar son raros debido al hábitat recóndito de este animal y a la persecución de la que ha sido objeto, que los ha vuelto cautos ante la presencia humana.
- Puma (Puma concolor) Los ataques se han multiplicado en Norteamérica debido a la reducción de su hábitat, viéndose forzados a vivir cerca de poblaciones y a aprovechar cualquier fuente de alimento.
- Lobo (Canis lupus) Ataca empujado por el hambre, si bien en muchos lugares han sido tan perseguidos que han aprendido a evitar la presencia humana.
- Oso, especialmente el grizzly y el kodiak, si bien el oso bezudo asiático, el oso negro americano y el oso polar también han matado y devorado humanos. Incluso el panda gigante, un oso vegetariano, puede atacar en defensa propia o por otros motivos pero no ve como alimento a los humanos.
- Hiena, tanto la manchada como la rayada han atacado humanos en ciertas ocasiones.
- La orca, Orcinus orca Desde la antigüedad, en la cultura occidental se lo consideró un animal feroz y peligroso. Esa imagen empezó a cambiar desde la década de 1960, al observarse que los primeros animales en cautiverio se comportaban dócilmente y no intentaban agredir a los humanos. Se han registrado muy pocos ataques a humanos por parte de individuos en libertad, sin ninguna muerte; sin embargo, los ejemplares en cautiverio, probablemente debido al estrés que les causa la situación, se han cobrado algunas víctimas.

### Peces
- Tiburón blanco (Carcharodon carcharias)
- Tiburón tigre (Galeocerdo cuvier)
- Tiburón mako o marrajo (Isurus oxyrinchus)
- Tiburón sarda o Lamia (Carcharhinus leucas)
- Bagre goonch (Bagarius yarrelli)

No se sabe a ciencia cierta si estos tres últimos animales depredan por completo al ser humano o solo lo matan. En principio los tiburones se alimentan de focas o especies similares, se piensa que solo ataca humanos en casos de hambre extrema, por exaltación ante la sangre o confundiéndolos con su alimento natural. La fama de los tiburones como "come personas" está fuera de lugar, ya que no se ha demostrado y es poco probable, ya que por naturaleza no pertenecemos a su hábitat.

### Reptiles
- Cocodrilo del Nilo (Crocodylus niloticus)
- Cocodrilo marino (Crocodylus porosus)
- Dragón de Komodo (Varanus komodoensis)
- Cocodrilo de río (Crocodylus acutus)
- Cocodrilo de pantano (Crocodylus palustris)
- Pitón reticulado (Python reticulatus)
- Pitón birmana o de la India (Python molurus)

Estos tres últimos reptiles (boas y pitones), se sabe que poseen la capacidad no solo de matar a un adulto, sino también de engullirlo, sin embargo, no se sabe a ciencia cierta si depredan humanos, y si los llegan a tragar. Los cocodrilos, sin embargo, si son antropófagos.

## Carroñeros antropófagos
En esta lista podrían ir muchas especies, incluidas hormigas y escarabajos, cosa que es común si no es cremado, congelado o momificado un cuerpo, de la especie que sea, por lo que no llama la atención. Entre las especies que llamarían la atención por comer carne de cadáveres humanos están, entre otras:
- Lobo
- Perro (Canis lupus familiaris)
- Coyote (Canis latrans)
- Chacal (varias especies)
- Oso
- Buitres

Cabe destacar que fue la antropofagia del chacal lo que dio origen al culto de Anubis.

## Antropofagia humana
El canibalismo es el acto o la práctica de alimentarse de individuos de la misma especie. Puede observarse en distintas especies animales, y en contextos humanos se conoce específicamente como antropofagia, cuando una persona consume a otro ser humano.
El término proviene de la deformación de la palabra caribe caniba o cariba, del idioma taíno, parcialidad de la etnia arawak. Para la etnia caribe significaba ‘osado’, ‘audaz’; para los arawak significaba ‘enemigo’; y para los europeos ha pasado a significar ‘comedor de carne humana’. 
Los caribes eran nativos de América que Cristóbal Colón encontró en la isla de La Española en su primer viaje. Practicaban la antropofagia, pues atacaban a los arawak para conseguir botín, y también capturaban a niños y los castraban. 
Las historias que se cuentan sobre canibalismo deben tomarse con cierto escepticismo: por ejemplo, Cristóbal Colón regresó a Europa con reportes de canibalismo en el Caribe, siendo así que este razonamiento se utilizó para promover alianzas y levantamientos con las tribus esclavizadas y canibalizadas relevando en el dominio a las antiguas tribus y civilizaciones dominantes , sonriendo a servidumbre a alrededor de un millar y medio de los nativos  antes antropófagos.

## Antropófagos extintos
Ya por evidencia fósil o por simple extrapolación, se cree que los siguientes animales fueron antropófagos ocasionales en tiempos prehistóricos:
- Dientes de sable
- Arctodus
- Águila de Haast
- Megalania
- Hiena gigante (Pachycrocuta)
- Wonambi (serpiente gigante)
- Crocodylus anthropophagus

## Casos poco verosímiles y míticos
En la Amazonia se escuchan relatos de niños que han sido raptados, para ser comidos, por águilas arpías. Algunos biólogos creen que esto no es posible, pero otros creen que sí podría levantar un bebé recién nacido de 2,5 kg o menos. Además se cuentan historias de anacondas que se han tragado a niños.
Además, según la mitología griega, uno de los famosos 12 trabajos de Hércules fue robar las yeguas de Diomedes, las cuales eran antropófagas. 
Y en la Odisea, en el canto X, aparecen los Lestrigones, gigantes antropófagos que devoran a parte de la tripulación de Odiseo.